# تل ریگی کره‌ای
تل ریگی کره‌ای مربوط به هزاره ۴ و ۳ قبل از میلاد است و در شهرستان سرچهان، بخش مرکزی، ۲ کیلو متری جنوب غربی شهر کره‌ای واقع شده و این اثر در تاریخ ۲۸ شهریور ۱۳۸۶ با شمارهٔ ثبت ۱۹۷۱۹ به‌عنوان یکی از آثار ملی ایران به ثبت رسیده است.